# Liste des races de buffles
Pour des articles plus généraux, voir Buffle et Élevage du buffle.

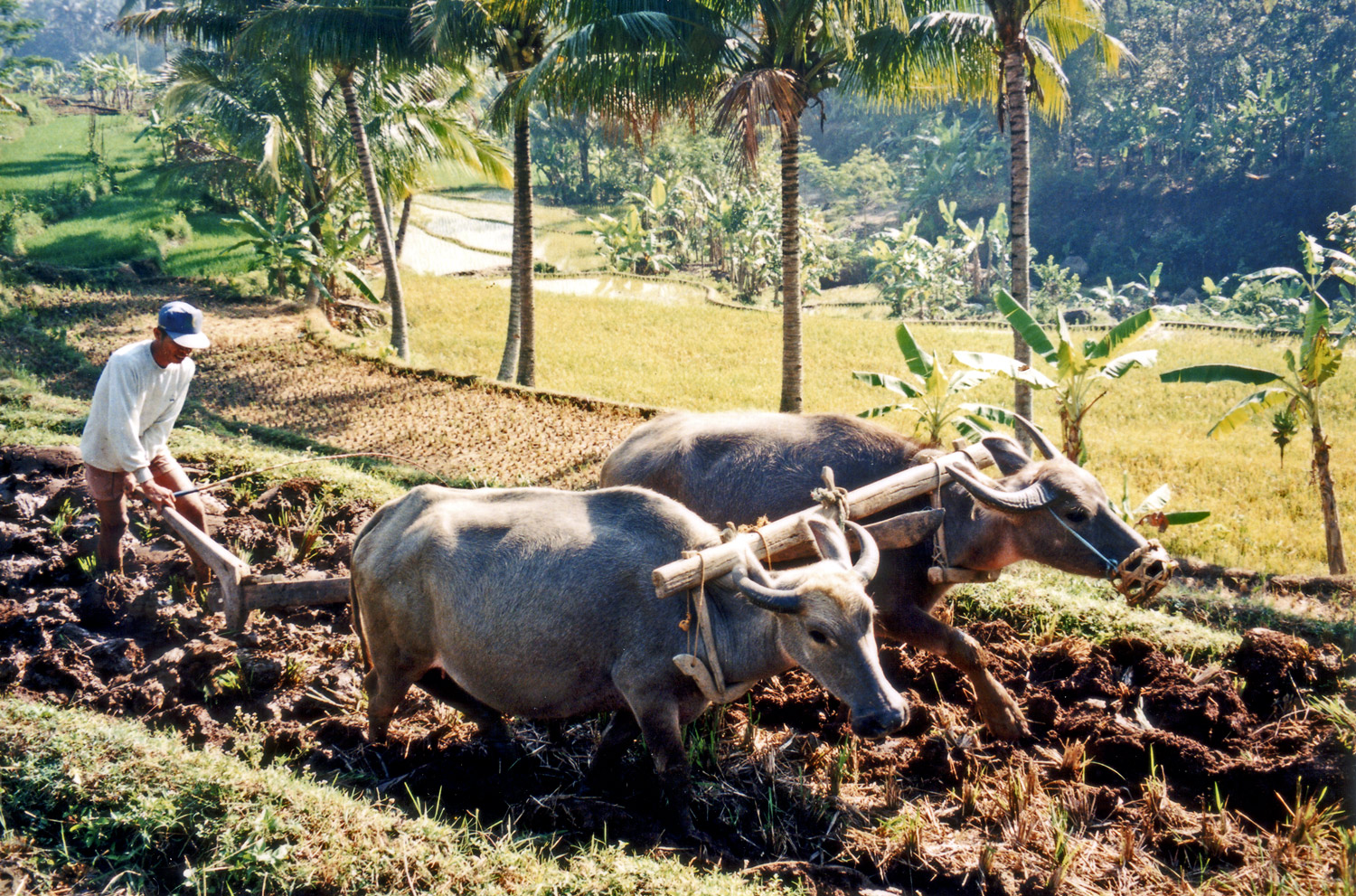
Labour d'une rizière avec un araire tiré par deux buffles près de Salatiga, en Indonésie.

Cette page donne la liste des différentes races domestiques issues du buffle sauvage d'Asie (Bubalus bubalis (Kerr, 1792)). Elles sont classées par ordre alphabétique.
Le Buffle domestique descend du Buffle indien sauvage (B. b. arnee), présent du sous-continent indien à l'Asie du Sud-Est  et classé « en danger » par la liste rouge de l'UICN. Les buffles ont été domestiqués il y a 7 000 ans, principalement en Asie, pour la traction et pour de nombreux produits (principalement le lait et la viande),,. Six sous-espèces sont reconnues parmi lesquelles deux sont domestiquées :
- sous-espèce Bubalus bubalis arnee[7] ;
- sous-espèce Bubalus bubalis bubalis[7], domestiqué ;
- sous-espèce Bubalus bubalis fulvus[7] ;
- sous-espèce Bubalus bubalis kerabau[7] également domestiqué ;
- sous-espèce Bubalus bubalis migona[7] ;
- sous-espèce Bubalus bubalis theerapati[7].

## Liste des races
Les principales races reconnues sont,,,,,,, :
| Nom(s) de la race      | Région(s) d'origine                                                                                   | Effectif                      | Utilisation(s)                                      | Image                  |
| ---------------------- | --- | ----------------------------- | --------------------------------------------------- | ---------------------- |
| Buffle Azikhéli        | Pakistan                                                                                              | — inconnu —                   | produits laitiers et viande                         | Illustration manquante |
| Buffle Bengali         | Inde Bangladesh                                                                                       | 5 000 têtes                   | — inconnu —                                         | Illustration manquante |
| Buffle Banni           | Inde                                                                                                  | — inconnu —                   | produits laitiers                                   | Illustration manquante |
| Buffle Bhadawari       | Inde                                                                                                  | 30 000 têtes                  | produits laitiers et traction                       | Illustration manquante |
| Buffle Binhu           | Chine                                                                                                 | — inconnu —                   | — inconnu —                                         | Illustration manquante |
| Buffle Dongliu         | Chine                                                                                                 | — inconnu —                   | — inconnu —                                         | Illustration manquante |
| Buffle égyptien        | Égypte                                                                                                | 3 717 000 têtes               | produits laitiers, viande, traction et fumier       | Illustration manquante |
| Buffle Enshi           | Chine                                                                                                 | — inconnu —                   | — inconnu —                                         | Illustration manquante |
| Buffle Fuling          | Chine                                                                                                 | — inconnu —                   | — inconnu —                                         | Illustration manquante |
| Buffle Fuzhong         | Chine                                                                                                 | — inconnu —                   | — inconnu —                                         | Illustration manquante |
| Buffle Jaffarabadi     | Inde                                                                                                  | 600 000 têtes                 | produits laitiers                                   | Illustration manquante |
| Buffle Jerangi         | Inde                                                                                                  | — inconnu —                   | produits laitiers                                   | Illustration manquante |
| Buffle du Khuzistan    | Iran Irak                                                                                             | 200 000 têtes                 | produits laitiers et viande                         | Illustration manquante |
| Buffle Kundi ou Kundhi | Pakistan Iran                                                                                         | 5 500 000 têtes               | produits laitiers et viande                         | Illustration manquante |
| Buffle Lime            | Népal                                                                                                 | 700 000 têtes                 | produits laitiers, viande et cuir                   | Illustration manquante |
| Buffle malais          | Indonésie Malaisie                                                                                    | — inconnu —                   | produits laitiers et viande                         | Illustration manquante |
| Buffle Manda           | Népal                                                                                                 | 100 000 têtes                 | produits laitiers et viande                         | Illustration manquante |
| Buffle Marathwada      | Inde                                                                                                  | 183 238 têtes                 | — inconnu —                                         | Illustration manquante |
| Buffle du Levant       | Italie Roumanie Hongrie Serbie Bulgarie Macédoine Albanie Grèce Turquie Géorgie Azerbaïdjan Iran Irak | 1 340 000 têtes               | traction, produits laitiers, viande, cuir et fumier | Buffle levantin        |
| Buffle Meshana         | Inde                                                                                                  | 400 000 têtes                 | produits laitiers et viande                         | Illustration manquante |
| Buffle Murrah          | Inde Bulgarie                                                                                         | 14 000 têtes, 2 000 000 têtes | produits laitiers et viande                         | Murrah                 |
| Buffle Nagpuri         | Inde                                                                                                  | 360 000 têtes                 | produits laitiers et viande                         | Illustration manquante |
| Buffle Nili            | Pakistan                                                                                              | — inconnu —                   | produits laitiers et viande                         | Illustration manquante |
| Buffle Nili-Ravi       | Pakistan Inde                                                                                         | 6 500 000 têtes               | produits laitiers et viande                         | Illustration manquante |
| Buffle Parkote         | Népal                                                                                                 | 500 000 têtes                 | produits laitiers, viande et cuir                   | Illustration manquante |
| Buffle Pandharpuri     | Inde                                                                                                  | 272 802 têtes                 | — inconnu —                                         | Illustration manquante |
| Buffle Ravi            | Pakistan                                                                                              | — inconnu —                   | produits laitiers et viande                         | Illustration manquante |
| Buffle Sambalpuri      | Inde                                                                                                  | — inconnu —                   | produits laitiers et viande                         | Illustration manquante |
| Buffle de Shanghai     | Chine                                                                                                 | — inconnu —                   | — inconnu —                                         | Illustration manquante |
| Buffle de Sulawesi     | Indonésie                                                                                             | — inconnu —                   | produits laitiers et viande                         | Illustration manquante |
| Buffle Surti           | Inde                                                                                                  | 500 000 têtes                 | produits laitiers, viande et traction               | Illustration manquante |
| Buffle Tarai           | Inde                                                                                                  | 940 000 têtes                 | produits laitiers et viande                         | Illustration manquante |
| Buffle Toda            | Inde                                                                                                  | 6 000 têtes                   | produits laitiers et viande                         | Illustration manquante |